# Prionyx
Prionyx is een geslacht van vliesvleugelige insecten van de familie Langsteelgraafwespen (Sphecidae).

## Soorten
- P. crudelis (F. Smith, 1893)
- P. kirbii (Vander Linden, 1827)
- P. lividocinctus (A. Costa, 1858)
- P. niveatus (Dufour, 1854)
- P. nudatus (Kohl, 1885)
- P. subfuscatus (Dahlbom, 1845)
- P. viduatus (Christ, 1791)